# J. Carlos Santamarina

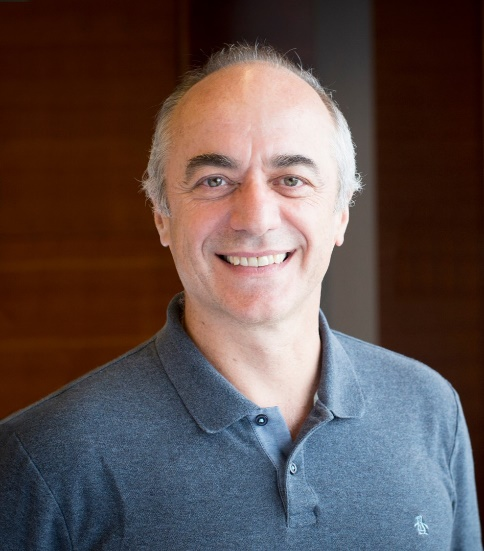
J. Carlos Santamarina

Juan Carlos Santamarina (geb. vor 1982) ist ein argentinischer Professor für Bauingenieurwesen (Geotechnik) und Umweltingenieurwesen am Georgia Institute of Technology. 
Santamarina studierte Bauingenieurwesen an der Universidad Nacional de Córdoba (Abschluss als Bauingenieur 1982), an der University of Maryland (Master-Abschluss 1984) und an der Purdue University, an der er 1987 promoviert wurde. Bevor er Professor an der Georgia Tech wurde lehrte er an Polytechnic University der New York University und der University of Waterloo.
Neben der Untersuchung bodenmechanischer Grundlagenfragen mit neu entwickelten Testverfahren bis auf Korn- und Porenebene (zum Beispiel kleine Nadeln, die elektromagnetische Eigenschaften des Bodens messen und deren Variabilität im mm Bereich und darunter), hochauflösenden Überwachungs- und Inversionstechniken, und von auf Kornebene wirkenden Kräften befasst er sich mit Anwendungen wie Energiespeicherung, Kohlendioxid-Speicherung und Speicherung von Flugasche und radioaktivem Abfall, Gewinnung von Erdöl und Methan-Hydraten aus Speichergesteinen.
Er ist im Komitee für Geotechnik und Ingenieurgeologie der US National Academies und Mitglied der Argentinischen Akademie der Wissenschaften.
Für 2014 wurde er für die Terzaghi Lecture ausgewählt.

## Schriften
- mit C. Ruppel The Impact of Hydrate Saturation on the Mechanical, Electrical and Thermal Properties of Hydrate-Bearing Sands, Silts and Clay, in Geophysical Characterization of Gas Hydrates, in M. Riedel, E. C. Willoughby, S Chopra (Herausgeber), SEG Geophysical Developments Series No. 14, 2010, S. 373–384.
- mit H. S. Shin: Friction in Granular Media, in: Y H. Hatzor, J. Sulem, I. Vardoulakis Meso-scale Shear Physics in Earthquake and Landslide Mechanics, CRC Press, 2009, S. 157–188.
- mit Dante Fratta Discrete Signals and Inverse Problems – An Introduction for Engineers and Scientists, J. Wiley and Sons, Chichester, UK, 2005
- mit V. Rinaldi, D. Fratta, K. Klein, Y. H. Wang, G. C. Cho, G. Cascante: A Survey of Elastic and Electromagnetic Properties of Near-Surface Soils, in: D. Butler (Herausgeber) Near-Surface Geophysics, Kapitel 4, SEG, 2005, S. 71–87.
- mit K. Klein, K. M. Fam Soils and Waves, J. Wiley and Sons, Chichester, UK, 2001.
- mit D. Fratta Introduction to Discrete Signals and Inverse Problems in Civil Engineering, ASCE Press, Reston, Virginia 1998
- An Introduction to Geotomography, in: R. D. Woods (Herausgeber) Geophysical Characterization of Sites, International Science Publisher, New Hampshire 1994
- mit H. Shin Discontinuities in granular materials: Particle-level mechanisms, in: D. Kolymbas, C. Viggiani (Herausgeber) Symposium on the Mechanics of Natural Solids, 2009
- Soil behavior at the Microscale: Particle forces, Proc. Symp. Soil Behavior and Soft Ground Construction, in honor of Charles C. Ladd,  MIT 2001, ASCE Special Publications 119, 2003, S. 25–56.
- mit G. C. Cho, J.-S. Lee Spatial Variability in Soils: High Resolution Assessment with Electrical Needle Probe, J. Geotechnical and Geoenvironmental Engineering, Band 130, 2004, S. 843–850
- mit G. C. Cho Determination of Critical State Parameters in Sandy Soils—Simple Procedure, Geotechnical Testing Journal, Band 24, 2001, S. 185–192
- mit G. C. Cho: Soil behavior: the role of particle shape, Proc. Skempton Conference, London 2004